# Alanna Masterson
Alanna Masterson (Long Island, 27 giugno 1988) è un'attrice statunitense.

## Biografia
Alanna Masterson è nata a Long Island, nello stato di New York; i suoi fratelli maggiori sono gli attori Danny, Christopher e Jordan Masterson. Nel novembre 2015 diventa mamma di una bambina, Marlowe, avuta dal compagno Brick Stowell.
Nel 2013 entra a far parte del cast della serie televisiva post-apocalittica The Walking Dead, dove interpreta il ruolo di Tara Chambler, apparendo nella quarta stagione inizialmente come ruolo ricorrente per poi essere promossa a membro del cast principale a partire dalla quinta stagione.

## Filmografia

### Cinema
- Peach Plum Pear, regia di Alana Morshead (2011)
- L'unica (Irreplaceable You), regia di Stephanie Laing (2018)

### Televisione
- Febbre d'amore (The Young and the Restless) – serial TV, 2 puntate (1994-1995)
- Definitely Maybe – serie TV, episodio 1x01 (2001)
- Malcolm (Malcom in the Middle) – serie TV, episodio 7x10 (2006)
- Greek - La confraternita (Greek) – serie TV, episodio 1x22 (2008)
- Terminator: The Sarah Connor Chronicles – serie TV, episodio 2x15 (2009)
- Grey's Anatomy - serie TV, episodio 6x08 (2009)
- First Day – serie TV, 7 episodi (2010)
- Park it Up – serie TV, 1 episodio (2012)
- The Walking Dead – serie TV, 56 episodi (2013-2019)
- Men at Work – serie TV, episodio 3x07 (2014)
- Mistresses - Amanti (Mistresses) – serie TV, 8 episodi (2016)
- Leverage: Redemption – serie TV, episodio 2x08 (2022)

## Doppiatrici italiane
Nelle versioni in italiano delle opere in cui ha recitato, Alanna Masterson è stata doppiata da:
- Erica Necci in The Walking Dead